# Dalbergia oligophylla
Dalbergia oligophylla är en ärtväxtart som beskrevs av John Hutchinson och John McEwan Dalziel. Dalbergia oligophylla ingår i släktet Dalbergia, och familjen ärtväxter. IUCN kategoriserar arten globalt som starkt hotad. Inga underarter finns listade i Catalogue of Life.